# Ekonomická rada farnosti
Ekonomická rada farnosti, často nazývaná pouze jako ekonomická rada (latinsky consilium a rebus oeconomicis), je v římskokatolické církvi pomocný a poradní orgán duchovního správce určité farnosti. Jejím úkolem je napomáhat tomu, aby majetek dotyčné farnosti byl spravován s péčí řádného hospodáře. Na rozdíl od pastorační rady je její zřízení povinné. Její postavení upravuje kánon 537 CIC.